# Starowiriwka (Kupjansk)
Starowiriwka (ukrainisch Старовірівка; russisch Староверовка Starowerowka) ist ein Dorf in der ukrainischen Oblast Charkiw mit etwa 573 Einwohnern (2024).
Das erstmals 1827 schriftlich erwähnte Dorf soll aus der angeblich im 18. Jahrhundert gegründeten Siedlung Makariwka hervorgegangen sein und erhielt seinen Namen von einer kleinen Gemeinde von Altgläubigen, die hier Anfang des 20. Jahrhunderts lebten.
Im Verlauf des Ukrainekrieges wurde der Ort im Februar 2022 durch russische Truppen besetzt, im Zuge der Ukrainische Gegenoffensive in der Ostukraine kam der Ort am 11. September 2022 wieder unter ukrainische Kontrolle.
Das Dorf liegt auf einer Höhe von 115 m am Ufer des Senek (Сенек), einem 24 km langen, rechten Nebenfluss des Oskol, 22 km östlich vom ehemaligen Rajonzentrum Schewtschenkowe 17 km westlich von Kupjansk und etwa 100 km südöstlich vom Oblastzentrum Charkiw. Starowiriwka besitzt eine Bahnstation an der Bahnstrecke Charkiw–Kupjansk. Südlich der Ortschaft verläuft die Regionalstraße P–07.
Am 12. Juni 2020 wurde das Dorf ein Teil der Siedlungsgemeinde Schewtschenkowe im Rajon Schewtschenkowe; bis dahin bildete es die Landratsgemeinde Starowiriwka (Старовірівська сільська рада/Starowiriwska silska rada) im Osten des Rajons Schewtschenkowe.
Am 17. Juli 2020 wurde der Ort ein Teil des Rajons Kupjansk.